# عمر متين
عمر مير صديقي متين (بالإنجليزية: Omar Mateen) (16 نوفمبر 1986، نيويورك - 12 يونيو 2016، أورالندو) قام بقتل حوالي 49 شخص وإصابة 53 شخص آخر في هجومه على نادي للمثليين جنسيا في مدينة أورلاندو في الولايات المتحدة في يوم 12 يونيو 2016. وعمر أمريكي من أصل أفغاني ولد وترعرع في الولايات المتحدة، أعلن ولاءه لتنظيم تنظيم الدولة الإسلامية (داعش) في مكالمة على رقم الطوارئ 911 قبل تنفيذ هجومه بلحظات، وأعلن التنظيم أيضا تبنيه للهجوم. كان منخرطا في سلك الأمن ومحبا له، وبحسب وصف رفاقه وأقرباءه فإنه لم يكن متدينا بشكل خاص، وكان عنيفا، يضرب زوجته ويحمل مواقف معادية للمثليين.

## نشأته
ولد عمر في مدينة نيويورك لأبوين أفغانيين في 16 نوفمبر 1986 وسُمي عمر مير صديقي ، والده مير صديقي بشتوني ومؤيد للمجاهدين. بعد عدة سنوات إنتقل مع عائلته إلى بورت سانت لوسي، وتحديدا عام 1991 حيث درس الابتدائية والإعدادية هناك، وخلال دراسته في مدرسة ماريپوزا الابتدائية، كتب مدرس الصف الثالث الابتدائي عنه أنه «كثير النشاط... يتحرك بإستمرار، مسيء لفظيا، وقح، وعدواني... يتحدث كثيرا عن العنف والجنس... يداه في كل مكان - على الأطفال الآخرين، في فمه». في الصف السابع نُقل متين إلى فصل منفصل لتجنب «النزاع مع التلاميذ الآخرين» وكان أداءه التعليمي ضعيفا بسبب «الكثير من المشكلات السلوكية».
درس عمر متين في مدرسة ثانوية في مقاطعة مارتن لسنة واحدة، حيث لعب كرة القدم، ودرس أيضا في مدرسة سانت لوسي الغربية المئوية الثانوية، حيث قال زميل دراسة انه كان يتعرض للمضايقات. في عامي 2006-2007 أكمل عمر درجتين في العلوم في كلية ولاية ريفرز الهندية.
في عام 2006 قدم طلب لتغيير اسمه وأضاف اسم متين الذي أصبح لقبه. (ويعني «القوي» / «الصعب»).
في عامي 2006 و2007، عمل عمر متين لمدة سبعة أشهر كحارس سجن لإدارة سجون ولاية فلوريدا وتم فصله من العمل في "مسألة إدارية تتعلق بسوء السلوك"."
إتجه بعدها في شهر سبتمبر 2007 للعمل في فرع شركة جي فور إس للخدمات الأمنية في جوبيتر بولاية فلوريدا، وهي شركة أمنية ضخمة مقرها بريطانيا وبقي فيها حتى مقتله في 2016. في عام 2013 قامت الشركة بتوظيف عمر كحارس أمن. حصل على ترخيص حمل سلاح ناري نشط ورخصة حارس أمن.
قال أحد زملاء عمر في العمل في حي سكني مغلق في غرب بورت سانت لوسي وصفه بأنه "معتوه ومضطرب". قال أيضا أنه كثيرا ما أدلى بتصريحات ضد المثلية الجنسية، العنصرية، والتمييز الجنسي، وكان يتحدث عن قتل الناس. وقال زميل له انه اشتكى على عمر متين في شركة جي فور إس "عدة مرات". "
في أبريل 2009 تزوج متين من إمراة أوزبكستانية تدعى سيتورا يوسفيي. وانفصلا بعد أربعة أشهر من الزواج وتم انهاء اجراءات الطلاق في شهر يوليو 2011. يقال إنه تزوج بعد ذلك وانجب ابنه الذي يبلغ من العمر ثلاث سنوات.
في عام 2011 و2012، سافر متين على متن رحلتين إلى المملكة العربية السعودية لأداء العمرة. بعد التحقق مع المسؤولين السعوديين، قال مدير مكتب التحقيقات الاتحادي جيمس كومي انهم لم يجدوا شيئا يورط عمر في رحلاته.
في وقت إطلاق النار كان منزل عمر يبعد عن مدينة أورلاندو بولاية فلوريدا حوالي 100 ميلا (160 كيلومترا). وفقا لسجلات إدارة ولاية فلوريدا لتنفيذ القوانين، لم يكن لديه سوابق جنائية في ولاية فلوريدا. متين عاش في فورت بيرس، فلوريدا، لكنه لم يتلق أي رسائل بريدية من منزل والديه المجاور في بورت سانت لوسي.

### شخصيته
قال والد عمر والذي يدعى مير صديقي متين عندما تم استضافته في برنامج تلفازي يسمى دوراند جيرغا والذي عرض على شبكة تلفزيون بيام الأفغانية في عام 2015 وكان مير صديقي متين يمثل نفسه كمرشح لرئيس أفغانستان، عن إبنه واهتمامه بالدين." ونقل البرنامج عنه قوله أن ابنه عمر غضب عندما رأى زوجين مثليين الجنس يتبادلان القبل أمام عائلته في سوق بايسايد في ميامي وهذا الأمر كان قبل أشهر من الهجوم والذي يعتبر عامل محفز لدى عمر لفعله الهجوم.
قالت زوجه عمر السابقة سيتورا يوسفي بعد هجوم الملهى الليلي لوسائل الإعلام أنه خلال زواجهما، كان متين مختل عقليا، وأنه يضربها ويبقيها بعيدة تماما عن عائلتها. كما قالت أنه كان يعاني من مرض اضطراب ذو اتجاهين ولديه سوابق في استخدام المنشطات.
قال الإمام شفيق الرحمن في مركز فورت بيرس الإسلامي للصحفيين ان متين كان يأتي إلى المسجد «ثلاث أو أربع مرات في الأسبوع»  مع والده وابنه البالغ من العمر ثلاث سنوات في الآونة الأخيرة قبل يومين من إطلاق النار، وقال عنه «، كان رجل هادئ جدا. وقال انه يأتي ويصلي ويذهب فورا، ولم يكن هناك ما يدل على العنف إطلاقاً». وأضاف عبد الرحمن أنه لم يكن لديه تشدد نحو المثليون جنسيا. قال زميل سابق لعمر في المدرسة الثانوية وأيضا زميله في أنه على الرغم من تقارير الجنسية المثلية لمتين، كان عدد من زملائه في ساحة ساحل الكنز مثلي الجنس، ولم يكن لمتين تعارض معهم أبداً.

### التوجه الجنسي
كانت هناك تقارير من الناس الذين يعرفون أو الذين التقى على الأقل بمتين أنه هو نفسه قد يكون مثلي الجنس. كان له صديق مثلي الجنس من عام 2006 وكان معه في أكاديمية الشرطة وقد قال ان متين ذهب إلى نوادي مثلي الجنس معه، وأنه طلب مرة واحدة له بالخروج. رفض متين لأنه لم يخرج بعد. ذكر نادي رواد أيضا ان عمر متين قام بالرقص مع رجل آخر.
ذكرت صحيفة أورلاندو سنتينل أن لا يقل عن أربعة عملاء في ملهى ليلي قد شاهدو عمر متين يزور ملهى ليلي عن لا يقل عن عشر مرات. قال شاهد عندما رأى عمر متين خارج النادي قبل ساعة من إطلاق النار قال انه رأى متين في زاوية الشرب، وغيرها من الأوقات لم يرها في حالة سكر مع العلم كان صوته عاليا ومولع بالقتل." متين كان يستخدم تطبيق مثلي الجنس جاك لمدة سنة كاملة. عمر متين أعطى هاتفه لمكتب التحقيقات الاتحادي للتحليل، بالإضافة إلى تفاصيل تسجيله الدخول للتطبيق.
في عام 2013، ادعى شخص في الملهى الليلي نبض أن متين كان يبعث رسائل له لمدة سنة باستخدام تطبيق مثلي الجنس للتعارف جاك. وقال الشخص أيضا أن متين زار النادي وكانوا يسلمون بشكل روتيني على بعضها البعض. علاوة على ذلك، قال رجل من فلوريدا انه هو وعمر متين قد زار المساجين مثلي الجنس. نفى والد متين حقيقة عن ابنه قائلا: «إذا كان مثلي الجنس، لماذا يفعل شيئا من هذا القبيل؟».

### الأحداث التي سبقت الهجوم
من الناحية القانونية اشترى عمر متين بندقية نصف آلية من نوع إس آي جي عيار سوير إم سي إكس ومسدس جلوك 9 ملم عيار 17. إشترى عمر هذان السلاحان في من متجر بنادق في بورت سانت لوسي قبل أسبوعين من إطلاق النار. كما أنه حاول شراء دروع واقية للبدن، ولكن لم يتمكن لان المخزن كان يشتري دروع واقية ولايبعها.
اطلع مسؤولين في التحقيق أن متين ذهب إلى حديقة ديزني مع زوجته. موضوع ذهاب عمر إلى الحديقة لم يكن واضح الهدف.
قبل ساعات من الهجوم، توقف متين من قبل في منزل والديه لزيارة والده صديقي. وقال صديقي بأنه لم يلاحظ أي شيء غريب عن ابنه أثناء الزيارة.

## روابط خارجية
- عمر متين على موقع IMDb (الإنجليزية)